# ТЕС EAGB
11°51′11.7″ пн. ш. 15°35′15.2″ сх. д. / 11.853250° пн. ш. 15.587556° сх. д.
ТЕС EAGB (Eletricidade e Águas da Guiné-Bissau) — теплова електростанція у Гвінеї-Бісау, станом на 2017 рік найбільша (і по суті єдина) електростанція країни.
Розташована у столичному місті Бісау, електростанція традиційно складається із генераторних установок, що працюють на нафтопродуктах. Станом на початок 2008-го тут працювало обладнання потужністю 2 МВт («Група 7») віком за два десятки років, котре перебувало в поганому технічному стані.
Протягом наступних кількох років генераторний парк оновили шляхом встановлення:
- у 2010-му — трьох генераторів MTU потужністю по 1 МВт;
- в 2011-му — двох Cummins по 1,5 МВт;
- у 2012-му — двох генераторів ABC 16VDCZ з одиничною номінальною потужністю 2,5 МВт.
Втім, станом на 2014 рік працездатними виявились лише два останні, які могли видавати в мережу 4,6 МВт потужності. При цьому через хронічні неплатежі постачальникам станція не мала можливості отримати мазут та використовувала більш дороге дизельне пальне.
А вже у 2015 році внаслідок поламки генераторів ABC країна була вимушена звернутись до послуг компанії Aggreko, котра спеціалізується на наданні в оренду електростанцій. Остання встановила на площадці станції генератори потужністю 10 МВт.